# Toshiko Higashikuni
Toshiko Higashikuni, född 1896, död 1978, var en japansk prinsessa. Hon var dotter till kejsar Meiji av Japan. 
Hon gifte sig med en avlägsen släkting. Hennes make fick 1906 tillstånd att grunda en sidolinje av kejsarhuset inför bröllopet, som ägde rum 1915. Hennes familj miste sin kejserliga status i enlighet med 1947 års regler. 